# きのこのみ
きのこのみは、日本のイラストレーターである。

## 来歴
kinoとkonomiの2人で活動している。

## 作品

### 小説イラスト
- マゾマゾフィアンセ 幼なじみと7つの試練（『美少女文庫』、著者：上原りょう）：kino
- 今日も脱いでよ!二階堂さん!（『オーバーラップ文庫』、著者：高崎とおる）：kino
- 嫁にしろと迫る幼馴染みのために××してみた（『電撃文庫』、著者：風見周、全3巻）：konomi
- クロス・コネクト あるいは垂水夕凪の入れ替わり完全ゲーム攻略（『MF文庫J』、著者：久追遥希、全4巻）：konomi
  1. 2017年12月25日発売、ISBN 978-4-04-069612-6
  2. 2018年3月24日発売、ISBN 978-4-04-069811-3
  3. 2018年7月25日発売、ISBN 978-4-04-065018-0
  4. 2018年11月24日発売、ISBN 978-4-04-065299-3
- ライアー・ライアー（『MF文庫J』、著者：久追遥希、全16巻）：konomi

### ゲーム原画
- 桃色大戦ぱいろん（一部キャラクター）：kino、konomi
- でりばらっ! -deliverance of strays-（一部キャラクター）：kino、konomi
- 夏色マキアート（一部キャラクター）：kino、konomi ※ゲームは開発中止
- シロガネ×スピリッツ!（一部キャラクター（メイン））：きのこのみ[1]
- 甘えかたは彼女なりに。：きのこのみ
- トリノライン（一部キャラクター）：きのこのみ[2]
- トリノライン:ジェネシス
- その日の獣には、（一部キャラクター）：konomi

### 画集
- きのこのみ画集「めろんのみ」
- konomi（きのこのみ） Art Works（KADOKAWA、2022年3月25日発売、ISBN 978-4-04-681187-5）[3]

### その他
- 丸亀城と12人のお姫さま（丸亀市のイベント用一部イラスト、2018年）：kino[4]、konomi[5] - 2021年3月10日配信のゲーム『まるがめクエスト〜囚われの12姫〜』でも同じイラストが使用されている。